# Fanny Lowtzky

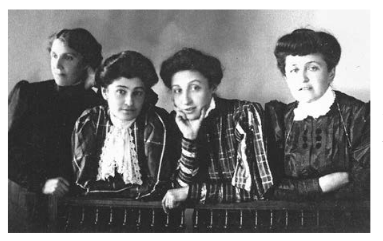
Fanja Schwartzmann (2. von links) mit ihren Schwestern (1890er)

Fanny Lowtzky (hebräisch פאני לוצקי; geboren als Fanja Schwartzmann 24. Dezember 1873 in Kiew, Russisches Kaiserreich; gestorben 5. Juni 1965 in Zürich) war eine israelische Psychoanalytikerin. 

## Leben
Fanja Schwartzmann war eine Tochter des Textilgroßhändlers Isaak Schwartzmann. Einer ihrer Brüder war der Religionsphilosoph Lew Schestow (Jehuda Leib Schwarzmann). Sie studierte ab 1898 Philosophie an der Universität Bern und wurde 1910 über Heinrich Rickert promoviert. Sie heiratete 1898 den Komponisten Hermann Lowtzky (1871–1957). Ab 1914 lebten sie in Genf, 1923 zogen sie nach Berlin, und sie absolvierte eine Lehranalyse bei Max Eitingon. 1928 wurde sie ordentliches Mitglied der Deutschen Psychoanalytischen Gesellschaft. 1935 erschien im Internationalen Psychoanalytischen Verlag ihr Buch über Sören Kierkegaard. 
Nach der Machtübergabe an die Nationalsozialisten 1933 emigrierten sie nach Paris, wo sie Mitglied der Société psychanalytique de Paris wurde. Einer ihrer Analysanden in dieser Zeit war der Schriftsteller Raymond Queneau. 1939 wanderten sie nach Palästina aus. Sie wurde 1941 als ordentliches Mitglied in die psychoanalytische Gesellschaft „Chewrah Psychoanalytith b' Erez Israel“ (CPEI) aufgenommen und wirkte für sie ab 1944 als Lehranalytikerin.
Lowtzky richtete 1940 am Jerusalemer psychoanalytischen Institut ein heilpädagogisches Fortbildungsseminar für Lehrer, Jugendleiter und Kindergärtnerinnen ein, daraus entstand 1942, gefördert durch die Hadassah Medical Organisation, die Palestine Association for Mental Hygiene und die Zeitschrift Higiena Ruhanith (Zeitschrift für psychische Hygiene).
Bei der CPEI stieß der heilpädagogische Ansatz der nicht-ärztlichen „Laienanalytikerin“ Lowtzky jedoch zunehmend auf Ablehnung: Ihr wurde vorgeworfen, sich in ihrem Seminar, das bald 30 Teilnehmer zählte, zu sehr von der klassischen psychoanalytischen Lehre zu entfernen und August Aichhorns Methode zu verwässern. 1952 beschloss die CPI die Schließung ihres pädagogischen Seminars. Lowtzky zog 1956 nach Zürich.

## Schriften (Auswahl)
- Sören Kierkengaard: Das subjektive Erlebnis und die religiöse Offenbarung. Eine psychoanalytische Studie einer Fast-Selbstanalyse. Internat. Psychoanalyt. Verl., Wien 1935.
  - Soeren Kierkegaard: l'expérience subjective et la révélation religieuse. In: Revue française de psychanalyse, vol. 9, n° 2, 1936.
- Mahatma Gandhi. A contribution to the psycho-analytic understanding of the causes of war and the means of preventing wars. in: International Journal of Psycho-Analysis, vol. 33, n° 4, 1952.
- L'angoisse de la mort et l'idée du bien chez L. N. Tolstoï, Revue française de psychanalyse, vol. 23, n° 4, 1959
- Eine okkultistische Bestätigung der Psychoanalyse. In: Imago. 12 (1), 1926, S. 70–87.
- Bedeutung der Libidoschicksale für die Bildung Religiöser Ideen. In: Anna Nikolajewna Schmidt: Das dritte Testament (= Imago, 13). 1927, S. 83–121.
- L’opposition du surmoi à la guérison: trois cas cliniques. In: Revue française de psychanalyse, vol. 7, n° 2, 1934.
- Das Problem des Masochismus und des Strafbedürfnisses im Lichte klinischer Erfahrung. In: Psyche. 1956, 10(5), S. 331–347.